# میلادیان
میلادیان یک دودمان محلی نیمه‌مستقل ایرانی بودند که در قرون وسطی به عنوان حکام لار بر منطقهٔ لارستان فرمان می‌راندند. این دودمان نسب خود را به گرگین میلاد از نوادگان کیخسرو می‌رساندند. دودمان میلادیان در زمان شاه عباس با حملاتی به فرماندهی الله‌وردی خان در سال ۱۰۱۰ قمری از میان رفت.